# WGRP
WGRP, Weighted Gross Rating Points — зважені або приведені рейтинги, які є умовними одиницями при купуванні реклами на ТБ, яка позначає кількість глядачів, проконтактувавших з рекламним роликом, приведеним до 30-секундного еквівалента.
Показник зваженої кількості пунктів рейтингу — важливий параметр рекламної кампанії. Він необхідний для взаєморозрахунків з телеканалами і для оцінки загального обсягу реклами. Вартість пункту рейтингу у прайсах каналів наводиться саме за WGRP.
Що таке рейтинг? Ця кількість людей (в абсолютних цифрах або у відсотках), які проконтактували з подією, наприклад з рекламним роликом. Але з цього визначення зрозуміло, що рейтинг від довжини ролика не залежить. Тобто, якщо 10% від нашої аудиторії побачили поспіль два рекламні ролики — один 5 «, а інший 30», це означає що і той, і інший мають рейтинг 10%. Але ж закон про рекламу обмежує рекламний час на каналі. Тобто, якщо рекламодавець буде платити за GRP, то обидва ролика будуть коштувати однаково, а канал віддав під 30-секундний ролик в ефірі в 6 разів більше, ніж під 5-секундний. Саме для вирішення цієї колізії рекламісти і розробили такий параметр як WGRP.

## Розрахунок
Розраховується він просто: рейтинг кожного ролика множиться на коефіцієнт ціни для цієї довжини ролика. За 1 зазвичай береться 30 секунд.
Наприклад, якщо канал використовує пропорційну систему коефіцієнтів, то для прикладу, наведеного вище: WGRP (5 сек) = 10% * 5 «/ 30» = 1,67%.
Однак, канали всіляко прагнуть скоротити кількість коротких роликів в ефірі. Це й зрозуміло, оскільки клієнтові набрати необхідну кількість GRP короткими роликами дешевше. Тому канали використовують непропорційну шкалу ціноутворення. Наприклад, на більшості українських телеканалах 5-секундний ролик має коефіцієнт 1 / 3 від 30", хоча коротше його в 6 разів.
Спочатку використовувалася пропорційна система коефіцієнтів, і співвідношення WGRP / GRP визначали як відношення тривалості даного ролика до 30 секундам: WGRP 10 секунд вважали як 1 / 3 від GRP, WGRP 40 секунд як 4 / 3 від GRP. Зараз часто використовують спеціальні коефіцієнти, засновані на даних порівняльної ефективності роликів різної тривалості. За великим рахунком коефіцієнти розрахунку вводяться продавцем рекламного часу. Наприклад: для 10 секунд ролика може бути використаний коефіцієнт 0.45, для 15 секунд — 0.65.
Таким чином, за 1 WGRP приймають GRP 30-секундного рекламного ролика, а для підрахунку WGRP роликів іншої довжини використовують спеціальні коефіцієнти.